# Conflito político na Jamaica
O conflito político jamaicano é uma disputa de longa data entre elementos de direita e de esquerda no país, muitas vezes explodindo em violência. O Partido Trabalhista da Jamaica e o Partido Nacional Popular lutam pelo controle da ilha há anos e a rivalidade encorajou a guerra urbana em Kingston. Cada lado acredita que o outro é controlado por elementos estrangeiros, o Partido Trabalhista da Jamaica é acusado de ser apoiado pela Agência Central de Inteligência estadunidense e o Partido Nacional Popular seria apoiado pela União Soviética e Cuba.

## História

### Primórdios da pré-independência
Em 1943, o Partido Trabalhista da Jamaica e o Partido Nacional Popular haviam se estabelecido como os principais partidos políticos rivais da Jamaica, resultante dos recentes distúrbios trabalhistas no Caribe. Após a eleição de 1944, a violência tornou-se um aspecto comum de sua rivalidade. Alexander Bustamante começou a encorajar o ataque aos simpatizantes do Partido Nacional Popular, alegando que eram comunistas. Bustamante também começou a atender especificamente seus eleitores políticos, como oferecer vistos de trabalho para migrantes especificamente em linhas políticas que o favoreciam.

### Formação de guarnições
A Jamaica conquistou a independência em 1962 e, em 1963, os partidos políticos estavam pagando membros da subcultura rude boy para se envolverem em guerras de território com rivais políticos. Assim que o Partido Trabalhista da Jamaica chegasse ao poder, eles demoliriam uma favela simpatizante do Partido Nacional Popular e construiriam o Tivoli Gardens em seu lugar, a partir de 1965. O projeto seria monitorado por Edward Seaga e o Tivoli Gardens seria uma guarnição do Partido Trabalhista da Jamaica, assim o Partido Nacional Popular reagiria formando suas próprias guarnições; solidificando a tradição de comunidades violentas de guarnição na Jamaica. Na eleição de 1966, os tiroteios tornaram-se comuns, ocorreram atentados a bomba e a polícia era rotineiramente baleada. Isso resultou em mais de 500 pessoas feridas, 20 pessoas mortas e 500 presas durante incursões policiais.

### Escalada da violência política
A violência política esporádica evoluiria para uma guerra urbana total após uma série de explosões violentas. A rebelião de Henry, o incidente de Coral Gardens, os motins anti-chineses de 1965, o estado de emergência de 1966-1967 e, finalmente, os motins de Rodney. Esses eventos foram o início de um elemento nacionalista étnico na política jamaicana e uma maior normalização da violência política em geral na sociedade jamaicana.
A violência política tornou-se comum na Jamaica. Os partidos políticos começaram a pagar os chefes do crime pelo apoio às gangues locais. Ameaças e tentativas de assassinato também começam a se tornar mais frequentes. Em 1974, o Partido Nacional Popular declarou abertamente seu apoio aos princípios do socialismo democrático. O candidato do Partido Nacional Popular, Michael Manley, começou a elogiar publicamente Fidel Castro. O Partido Trabalhista da Jamaica surgiu como um contraponto de direita a esse novo esquerdismo emergente. A Agência Central de Inteligência (CIA) começou a fornecer armas aos vigilantes do Partido Trabalhista da Jamaica.
Na eleição de 1976, mais de cem foram assassinados durante o conflito e os partidos políticos começaram a formar divisões paramilitares. Em 1978, cinco apoiadores do Partido Trabalhista da Jamaica foram massacrados por soldados oficiais jamaicanos. A música reggae tornou-se uma voz pela paz no país e o One Love Peace Concert foi realizado na esperança de paz. Na eleição de 1980, 844 pessoas foram assassinadas na violência política que antecedeu a votação.

### Envolvimento no tráfico de drogas
Na década de 1980, o Partido Trabalhista da Jamaica ganhou o controle do país e adotou políticas neoliberais. As gangues começaram a ficar insatisfeitas com a diminuição das doações dadas por seus líderes políticos e devido às campanhas da Drug Enforcement Administration (DEA) se afastaram do contrabando de maconha e do comércio de cocaína. Recém-enriquecidas, essas gangues começaram a se envolver mais em governar as comunidades de guarnição que controlavam. A gangue alinhada ao Partido Trabalhista da Jamaica, Shower Posse, foi uma dessas gangues recém-enriquecidas. A CIA forneceu ao Shower Posse armas, treinamento e transporte para os Estados Unidos.

### Distúrbios em Kingston em 2010
A agitação de Kingston em 2010, um conflito armado entre a Jamaica e o Shower Posse, começou em 23 de maio de 2010, quando membros do grupo atacaram quatro delegacias de polícia no sudoeste de Kingston e conseguiram saquear e queimar parcialmente uma das delegacias, com uma segunda delegacia de polícia também queimou.
Na noite de 23 de maio de 2010, o governo jamaicano declarou estado de emergência na capital Kingston e na freguesia de Saint Andrew com duração de um mês.
Após pressão internacional, o governo jamaicano concordou em prender e extraditar o famoso líder de gangue Christopher Coke. Alguns na mídia jamaicana especularam que o longo tempo que levou para aprisionar Coke veio da assistência política que o primeiro-ministro Bruce Golding recebeu de Coke. Durante as buscas e tentativas de prender Coke, violentos tiroteios irromperam por toda Kingston por seus aliados para evitar sua captura.

### Situação recente
Apesar de muitos acordos de paz, ainda é comum que partidos políticos paguem criminosos por apoio e incentivem guarnições paramilitares.

## Comunidades de guarnição
Os distritos eleitorais de Guarnição na Jamaica são conjuntos habitacionais erguidos pelo governo, que abrigam residentes cuidadosamente selecionados que apoiarão totalmente um político local. Em 2001, existiam cerca de 15 comunidades de guarnição hardcore na Jamaica. Os residentes das guarnições formam grupos de vigilantes que se envolvem em guerras políticas por território. Originalmente, esses grupos tinham motivação exclusivamente política, mas eventualmente todos passaram a investir no comércio de drogas e se tornaram o que é conhecido como posses jamaicanas. Esses grupos estão bem armados, muitas vezes equipados com rifles de assalto e lançadores de granadas. Desde a década de 1980, estes bandos têm participado mais no tráfico de drogas e dependido menos dos políticos para os armar. Agora, cerca de 80 por cento das suas armas chegam do Sul da Florida, enquanto outras armas e armaduras parecem ser emitidas pela polícia – sugerindo que agentes policiais corruptos as estão a comercializar com os bandos.